# 美国科学研究与开发办公室
美国科学研究与开发办公室（英語：Office of Scientific Research and Development，简称OSRD）是美国联邦政府的一个机构，目的是用来在第二次世界大战期间进行军事目的的科学研究。它正式成立于1941年6月28日期间，取代了国防部科研委员会，被授权能够调用几乎无限的资源、资金，由只向总统富兰克林·德拉诺·罗斯福直接汇报的万尼瓦尔·布什领导。参与近炸引信的研发工作。